# مقاطعة ساربي (نبراسكا)
مقاطعة ساربي (بالإنجليزية: Sarpy County)‏ هي إحدى مقاطعات ولاية نبراسكا في الولايات المتحدة الأمريكية.